# پیندولول
پیندولول (انگلیسی: Pindolol) که با نام تجاری Visken فروخته می‌شود، یک مسدودکننده بتا غیرانتخابی است که در درمان فشار خون بالا به کار می‌رود. همچنین یک آنتاگونیست گیرنده 5-HT1A سروتونین است و ترجیحاً گیرنده‌های خودکار مهاری 5-HT1A را مسدود می‌کند و به عنوان یک درمان مکمل برای مهارکننده‌های انتخابی بازجذب سروتونین (SSRI) در درمان افسردگی مورد پژوهش قرار گرفته‌است.

## کاربرد پزشکی
پیندولول برای فشار خون بالا در ایالات متحده، کانادا، و اروپا و همچنین برای آنژین صدری در خارج از ایالات متحده به کار می‌رود. گاهی پیندولول به تنهایی برای فشار خون بالا استفاده می‌شود، می‌تواند فشار خون و ضربان قلب را به میزان چشمگیری کاهش دهد، اما پایه شواهد برای استفاده از آن ضعیف است زیرا تعداد افراد در مطالعات منتشر شده کم است. در برخی کشورها، پیندولول همچنین برای آریتمی‌ها و پیشگیری از واکنش‌های استرس حاد استفاده می‌شود.

## موارد منع مصرف
مشابه پروپرانولول با یک منع اضافی برای پرکاری تیروئید. در بیماران مبتلا به تیروتوکسیکوز، اثرات مضر احتمالی استفاده طولانی مدت از پیندولول به اندازه کافی ارزیابی نشده‌است. بلوک بتا ممکن است علائم بالینی تداوم پرکاری تیروئید یا عوارض را بپوشاند و تصور نادرستی از بهبود ایجاد کند؛ بنابراین، قطع ناگهانی پیندولول ممکن است با تشدید علائم پرکاری تیروئید، از جمله طوفان تیروئید همراه باشد.
پیندولول دارای فعالیت سمپاتومیمتیک ذاتی است و بنابراین در آنژین صدری با احتیاط استفاده می‌شود.

## فارماکولوژی

### فارماکودینامیک
پیندولول یک داروی نسل اول مسدودکننده بتا غیرانتخابی در کلاس آنتاگونیست‌های گیرنده β-آدرنرژیک است. در سطح گیرنده، آگونیست جزئی رقابتی است. این دارو دارای فعالیت سمپاتومیمتیک ذاتی است، به این معنی که در غیاب لیگاندهای رقیب، درجاتی از اثرات آگونیستی دارد. پیندولول اثرات تثبیت کننده غشاء مانند کینیدین را نشان می‌دهد که احتمالاً به دلیل اثرات ضد آریتمی آن است. همچنین به عنوان آگونیست جزئی گیرنده سروتونین 5-HT1A (فعالیت ذاتی = ۲۰–۲۵٪) یا آنتاگونیست عملکردی عمل می‌کند.

### فارماکوکینتیک
پیندولول به سرعت و به خوبی از دستگاه گوارش جذب می‌شود. این مقداری متابولیزاسیون اولیه را انجام می‌دهد که منجر به فراهمی زیستی خوراکی ۵۰–۹۵٪ می‌شود. بیماران مبتلا به اورمی ممکن است فراهمی زیستی کاهش یافته داشته باشند. غذا دسترسی زیستی را تغییر نمی‌دهد، اما ممکن است جذب را افزایش دهد. پس از یک دوز خوراکی ۲۰ میلی‌گرم، حداکثر غلظت پلاسمایی در عرض ۱ تا ۲ ساعت حاصل می‌شود. اثر پیندولول بر ضربان نبض (کاهش) پس از ۳ ساعت مشهود است. علی‌رغم نیمه عمر نسبتاً کوتاه ۳ تا ۴ ساعت، اثرات همودینامیک تا ۲۴ ساعت پس از مصرف باقی می‌ماند. نیمه عمر پلاسما در بیماران مبتلا به نارسایی کلیوی به ۳–۱۱٫۵ ساعت، در بیماران مسن به ۷–۱۵ ساعت و در بیماران مبتلا به سیروز کبدی از ۲٫۵ تا ۳۰ ساعت افزایش می‌یابد. تقریباً ۲/۳ پیندولول در کبد متابولیزه می‌شود و هیدروکسیلات می‌دهد که به صورت گلوکونوریدها و سولفات‌های اتری در ادرار یافت می‌شود. ۱/۳ باقیمانده پیندولول به صورت تغییر نیافته از طریق ادرار دفع می‌شود.